# Justin Leicht
Justin Leicht (* 1. Februar 1913 in Muckhof,  Böhmen; † 30. November 1996 in Fürth) war ein deutscher Politiker (CSU).

## Werdegang
Leicht studierte nach dem  Abitur an der Deutschen Technischen Hochschule in Prag in der Abteilung Landwirtschaft in Tetschen-Liebwerd. Darauf leistete er die Militärdienstpflicht im tschechischen Heer ab. Er bewirtschaftete den Hof seiner Eltern in Muckhof, den er 1942 übernahm. Im Zweiten Weltkrieg war er Soldat, nach dem Krieg wurde er nach Bayern ausgesiedelt. 1947 wurde er im Bayerischen Staatsdienst angestellt, er war in den Landwirtschaftsämtern Fürth, Schweinfurt und Ansbach tätig. 1950 legte er die Staatsprüfung für den höheren landwirtschaftlichen Staatsdienst ab, 1959 wurde er Amtsvorstand des Landwirtschaftsamts in Roth. 1960 zog Leicht erstmals in den Fürther Stadtrat ein, in dem er 1963 stellvertretender Fraktionsvorsitzender wurde. Von 1966 bis 1978 gehörte er dem Bayerischen Landtag an.